# Lau kata kati
Lau kata kati es un juego abstracto para dos jugadores de la India, específicamente de Bengala inferior, Provincias Unidas, Subdivisión Karwi, donde es llamado kowwu dunki. El juego está relacionado con las damas y más aún con el alquerque. Las piezas son capturadas saltando sobre ellas, y el tablero se compone de dos rejillas triangulares. Es el mismo juego que Mariposa de Mozambique, lo que sugiere una conexión histórica entre ambos juegos. Lau kata kati pertenece a una categoría específica de juegos llamados Juegos de Guerra de la India, y los otros juegos en esta categoría son: dash-guti, egara-guti, pretwa y gol-skuish. Todos los Juegos de Guerra de la India tienen algo en común, y es que todas las piezas están dispuestas en el tablero, con sólo un punto vacío en el centro. Esto obliga a los jugadores a hacer el primer movimiento hacia el punto central, siendo la pieza capturada luego de esto.
Es importante tener en cuenta que el tablero de lau kati kata es la base de los de otros juegos, particularmente, el dash-guti y egara-guti. Sirve como base para otros juegos de la misma manera que el tablero de alquerque y el de las damas son la base para otros juegos.

## Equipo de juego
El tablero son dos triángulos conectados entre sí por un vértice común. Los triángulos se dividen por dos líneas que los cruzan a lo ancho, formando las filas segunda y tercera, y una sola línea que corre a lo largo de los dos triángulos por el vértice común. Las piezas se colocan en los puntos de intersección, y hay un total de 19 puntos de intersección.
Cada jugador tiene 9 piezas. Uno juega con las piezas negras, y el otro juega con las piezas blancas, sin embargo, cualquier par de colores u objetos distinguibles sirven.

## Reglas del juego
1.  Las 9 piezas negras se colocan inicialmente en uno de los triángulos, y las 9 piezas blancas se sitúan en el otro triángulo. El único punto de intersección vacío es el del medio, que es el vértice que une cada triángulo entre sí.
2.  Los jugadores pueden elegir el color con el que van a jugar, y quién mueve primero. Los jugadores alternan sus turnos utilizando una sola pieza para mover o capturar por turno.
3.  Una pieza se mueve una casilla por turno hacia un punto de intersección vacío adyacente siguiendo el modelo del tablero.
4.  Las capturas se realizan mediante un salto corto como en las Damas y el Alquerque, donde la pieza enemiga adyacente salta por encima de la propia hacia un punto vacante del otro lado. La captura se debe hacer en línea recta, siguiendo el modelo en el tablero. Las capturas múltiples se permiten siempre y cuando haya un punto vacío entre las piezas enemigas, y un punto vacante más allá de la última pieza enemiga. Las capturas son obligatorias. Si hay varias opciones para capturar en un solo turno, el jugador puede elegir entre cualquiera de ellas. Las piezas capturadas son retiradas del tablero.
5.  Si un jugador no puede realizar un movimiento o una captura porque sus piezas han sido bloqueadas o inmovilizadas por las piezas del otro jugador, esto se conoce como punto muerto, y el jugador pierde, gana el otro jugador.
6.  Si ningún jugador puede capturar más, el jugador con más piezas gana. Si ambos jugadores tienen la misma cantidad de piezas, entonces, el juego es un empate.

## Objetivo
El objetivo es capturar todas las piezas del oponente, o ser el que tenga más piezas cuando no haya más posibilidad de captura, o bloquear las piezas del oponente de tal manera que sean inmovilizadas.

## Juegos relacionados
- Damas
- Alquerque